# Tren de la Costa (Perú)
El Tren de la Costa, denominado también Tren Grau o Corredor Ferroviario Tacna-Tumbes, es un proyecto ferroviario, que se ubicará en la franja costera del Perú. El proyecto tiene como fin unir la norteña ciudad de Tumbes, cerca de Ecuador, y la ciudad de Tacna al sur, cerca de Chile.
Es un proyecto de Ferrocarril de larga distancia mixto que irá paralelo a la carretera Panamericana Norte/Sur, y permitirá atender un flujo anual de 57 millones de pasajeros que se movilizan de manera interdepartamental a lo largo de los departamentos de la Costa del Perú. El proyecto demandaría una inversión de 10 mil millones de dólares, la mega obra contempla un total de 2.446 kilómetros de vías ferroviarias. Con respecto al transporte de mercancías, se proyecta trasladar 61,5 millones de toneladas de carga anual.
De acuerdo con el Ministerio de Transportes y Comunicaciones (MTC), en el diseño inicial se ha planteado la construcción de ocho tramos. “El primero es el ferrocarril de Lima a Ica, con una extensión de 309 kilómetros; luego, el tramo de Lima a Barranca, con 210 kilómetros; y, tercero, el tramo de Trujillo a Chiclayo, con 210 kilómetros”.

## Historia
El 21 de octubre de 2012 se aprueba en el Congreso el predictamen que propone declarar de necesidad pública e interés nacional.
El 7 de septiembre de 2016 el Ministerio de Transportes y Comunicaciones declaró de interés nacional la planificación, desarrollo y ejecución del Tren de Cercanías de Lima a Ica.
El 27 de junio de 2019 el director ejecutivo de Proinversión confirmó que la compañía China Railway no fue admitida para construir el tren de cercanías Lima-Ica. Edmer Trujillo, ministro de Transporte, informó que el proyecto de Tren de Cercanías será bajo una iniciativa estatal cofinanciada y que se espera dar la buena pro en 2021 y la obra tendrá una inversión de más de US$ 3,000 millones. El 23 de octubre de 2019, el viceministro de Transportes del MTC, Carlos Estremadoyro, sostuvo que actualmente hay cuatro consorcios interesados en realizar los estudios de perfil para esta iniciativa. 
El 29 de julio de 2022, el presidente Pedro Castillo manifestó que el Tren de Cercanías Lima – Ica tiene grandes avances y complementaría al Tren Grau. Detalló que se estaba preparando la intervención en dos tramos del Tren Grau: Lima – Barranca y Lima – Ica.Así mismo añadió que este último tramo ya registra avances en la pre inversión. Ambos proyectos han sido considerados dentro del Plan Multianual de Inversiones 2023-2025.
En febrero de 2023, el Pleno del Congreso aprobó el proyecto de ley que declara de necesidad pública e interés nacional, la ejecución del Proyecto Tren de la Costa que irá de Tumbes a Tacna por toda la costa del Perú.
En abril de 2024, el MTC informó que el tramo Lima-Ica ya contaba con el perfil técnico, se espera que el expediente se realice entre 2024 y 2025, para la construcción de la obra entre 2026 y 2031.
En febrero de 2024 se informó que el Ministerio de Transportes y Comunicaciones (MTC) otorgó la Buena Pro al Consorcio Ferrocarril del Norte, para desarrollar el estudio de preinversión a nivel perfil del proyecto ferroviario Lima–Barranca.

## Tramos
Su construcción permitirá contar con once frecuencias diarias de trenes de pasajeros saliendo desde las regiones de Lima, Ica, Arequipa, Moquegua, Tacna, Áncash, La Libertad, Lambayeque, Piura y Tumbes. En su recorrido serviría a un buen número de ciudades importantes y a decenas de pueblos, que, en conjunto, constituyen la zona más poblada del país. En 2022 tres tramos fueron priorizados, los mismos que representan 30% de la mega obra y una inversión de US$ 9.000 millones. Estos son:
- Tramo 1: Lima-Ica

El perfil viene siendo elaborado desde 2023, con una extensión de 309 kilómetros (”US$ 3.300 millones de dólares”). Las estaciones se ubicarán en Lurín, Chilca, Mala, Asia, Cañete, Chincha, Pisco e Ica. Tiene el perfil aprobado desde 2024, y se encuentra en la fase de elaboración del expediente técnico definitivo para lanzar el proceso de licitación en 2026 y el inicio de las obras entre 2027 y 2030. Se planea que la ruta sea concesionada por 40 años.
- Tramo 2: Callao-Lima-Barranca.

Con el perfil en elaboración desde 2024 y una extensión de 245 kilómetros. El proyecto contempla la interconexión a los puertos del Callao y Chancay así como intercambio con los sistemas de transporte masivo de pasajeros como el Metro de Lima y Callao y el Metropolitano. Se extenderá desde el Callao (Línea 2 del Metro de Lima), pasando por las avenidas Gambetta (Interconexión con la Línea 4 del Metro de Lima), Izaguirre, Canta Callao, Pro (interconexión con la Línea 3 del Metro de Lima), Puente Piedra (Interconexión con Metropolitano en Chimpu Ocllo), Ancón, Chancay, Huaral, Supe y Barranca. 
- Tramo 3: Trujillo-Chiclayo. Con 210 kilómetros. Se planea la elaboración del perfil técnico entre 2025 y 2027. La inversión se estima en S/ 7,420 millones. Los trenes transportarán pasajeros y mercancías a un velocidad máxima de 200 km/h. Recorrerá Puerto de Salaverry, Trujillo, Chicama, Chocope, Paiján, San Pedro de Lloc, Pacasmayo, Guadalupe, Chepén, Motupe, Eten y Chiclayo. Se conectará con las redes de transporte urbano de las principales ciudades así como con los aeropuertos regionales y con los puertos de Salaverry y Eten.[15]